# Selzenbach
Der Selzenbach ist ein 2 km langer linker und östlicher Zufluss der Nidda. 

## Geographie

### Verlauf
Der Selzenbach entspringt östlich von Karben und mündet bei Karben in die Nidda.

### Flusssystem Nidda
- Fließgewässer im Flusssystem Nidda